# Psorothamnus
Psorothamnus là một chi thực vật có hoa trong họ Đậu.